# 杜文塞
杜文塞（德語：Duvensee）是德国石勒苏益格－荷尔斯泰因州的一个市镇。总面积12.40平方公里，总人口509人，其中男性238人，女性271人（2011年12月31日），人口密度41人/平方公里。